# Eikeren
Eikeren eller Eikern er en lang og dyb sø i kommunerne Hof i Vestfold og Telemark og Øvre Eiker i Viken fylke i Norge. Den er Vestfolds største sø (hvis man medregner den del som ligger i Buskerud).
Ved den østlige del i Vestfold ligger byen Eidsfoss. I denne del får den vand fra Bergsvannet, Vikevann, Haugestadvann og Hillestadvann. Eikeren får også vand fra Hakavikelva og Steinbruelva.
I den vestlige del hænger Eikeren sammen med Fiskumvannet i et trangt sund, Sundet, hvor vandet løber over i Fiskumvannet. Gennem dette sund passerer der gennemsnitlig 7 m³ vand pr. sekund. Fra Fiskumvannet løber vandet ud i Vestfosselva mod Vestfossen. Elva går så videre til Hokksund, hvor den deler sig i to elvløb som begge løber ud i Drammenselva.
I 2005 blev Eikeren gjort til ekstra drikkevandskilde for Vestfold af Vestfold Interkommunale Vannverk, (VIV) .

## Eksterne kilder og henvisninger
1. ↑  Dybdekart 1976
2. ↑  Norges vassdrags- og energidirektorat NVE

- Mer om Eikeren Arkiveret 13. februar 2010 hos  Wayback Machine
- Utdypende om Eikeren Arkiveret 4. september 2005 hos  Wayback Machine
- Vestfold Interkommunale Vannverk Arkiveret 8. februar 2016 hos  Wayback Machine